# 金鈎遠藤介
金鈎遠藤介（学名：Endocythere kinggouna）为荊花介科遠藤介屬下的一个种。